# Vitim (radar)
I radar Vitim (in cirillico: Витим) sono delle stazioni radar di allerta precoce del tipo OTH, di origine russa, al 2021 in fase di sviluppo da parte dell'Istituto NPK NIIDAR.
Progettati per fornire monitoraggio in continuum dello spazio aereo e dello "spazio vicino" sono in grado di rilevare, tracciare e classificare oggetti aerodinamici, balistici e spaziali, oltre a rilevare e determinare in autonomia le fonti di interferenza del proprio spettro di esercizio (UHF). Basati su un concetto costruttivo modulare simile a quello adottato per i Voronež, sono di dimensioni più contenute e non necessitano di strutture fisse per poter operare.
Altamente automatizzati, si prevede che per la loro manutenzione sia necessario uno sforzo sensibilmente inferiore rispetto alle tipologie di radar predecedenti.
Al 2021, non sono ancora noti i siti su cui sorgeranno tali stazioni, né il loro ammontare.

## Storia

### Sviluppo
Con il nome Vitim, dall'omonimo fiume della Siberia orientale, prosegue la tradizione iniziata in epoca sovietica di battezzare sistemi radar strategici in onore di fiumi di rilevanza nazionale.

## Caratteristiche
La principale modalità operativa del Vitim è il monitoraggio 24/7 della specifica zona di sorveglianza. 

## Operatori

### Futuri
Russia